# Alegrete do Piauí
Alegrete do Piauí is een gemeente in de Braziliaanse deelstaat Piauí. De gemeente telt 4.595 inwoners (schatting 2009).